# Hay Flat
Hay Flat, parfois orthographié Hayflat, est une ville fantôme des comtés de Loving et Winkler au Texas.

## Géographie
Hay Flat était située à environ 13 kilomètres (8 miles) de la ville de Kermit, à la frontière des comtés de Loving et de Winkler.

## Toponymie
Le village fantôme tire son nom du bureau de poste de Hay Flat, qui a été nommé du fait que les hautes herbes de la région étaient aplaties par les voyageurs passant dans la région (Hay signifiant foin/paille en anglais, tandis que Flat signifie aplati).

## Histoire
Le village est créé en 1900 après l'approbation d'une loi permettant à sa création. Plusieurs colons s'y installent au ranch T-Bar, à la frontière des deux comtés. Après une pétition, un bureau de poste est établi en 1910, l'année de la création du comté de Winkler. L'école est ouverte la même année. Pendant les années d'opération du bureau de poste, le courrier passe à Hay Flat par des facteurs à cheval venus de Pyote (comté de Ward). En 1913, l'école est consolidée à celle de Kermit et le bureau de poste finit par fermer. La consolidation des écoles est considérée illégale et une nouvelle école pour desservir Hay Flat est ouverte à Wink en 1928. De 1916 à 1920, une sécheresse pousse les habitants à quitter le village. Hay Flat n'apparaît plus sur les cartes routières à partir de 1972.